# إيفرجرين البحرية
شركة إيفرجرين البحرية هي شركة تايوانية لنقل الحاويات والشحن ومقرها في منطقة لوتشو، مدينة تاويوان، تايوان. طرقها التجارية الرئيسية هي الشرق الأقصى إلى أمريكا الشمالية وأمريكا الوسطى ومنطقة البحر الكاريبي؛ الشرق الأقصى إلى شمال أوروبا وشرق البحر المتوسط؛ أوروبا إلى الساحل الشرقي لأمريكا الشمالية؛ الشرق الأقصى إلى أستراليا وموريشيوس وجنوب إفريقيا وأمريكا الجنوبية؛ وخدمة داخل آسيا تربط الموانئ في آسيا بالشرق الأوسط والخليج العربي والبحر الأحمر. مع أكثر من 150 سفينة حاويات، فهي جزء من مجموعة شركات إيفرجرين لشركات النقل والشركات المرتبطة بها. تستدعي إيفرجرين 240 منفذًا حول العالم في حوالي 80 دولة، وهي خامس أكبر شركة من نوعها. تشمل أنشطة الشركة ما يلي: الشحن وبناء الحاويات والسفن وإدارة الموانئ والتطوير الهندسي والعقاري. تشمل الشركات التابعة والأقسام شركة يونيجلوري البحرية. (تايوان)، إيفرجرين المملكة المتحدة المحدودة. (المملكة المتحدة)، وشركة الشحن إيطاليا ماريتيما. (إيطاليا).
في عام 2007، دُمِجَت هاتسو و إيطاليا ماريتيما و إيفرجرين في «خط إيفرجرين» المنفردة.
غالبية حاويات الشحن في إيفرجرين مطلية باللون الأخضر مع وجود كلمة «إيفرجرين» على الجانبين بحروف بيضاء. حاويات يونيجلوري مطلية بالمثل وتتميز، ولكن تلك الحاويات برتقالية زاهية. تحتوي حاويات «المبردة» دائمة الخضرة على نظام ألوان عكسي (حاويات بيضاء مع حروف خضراء).

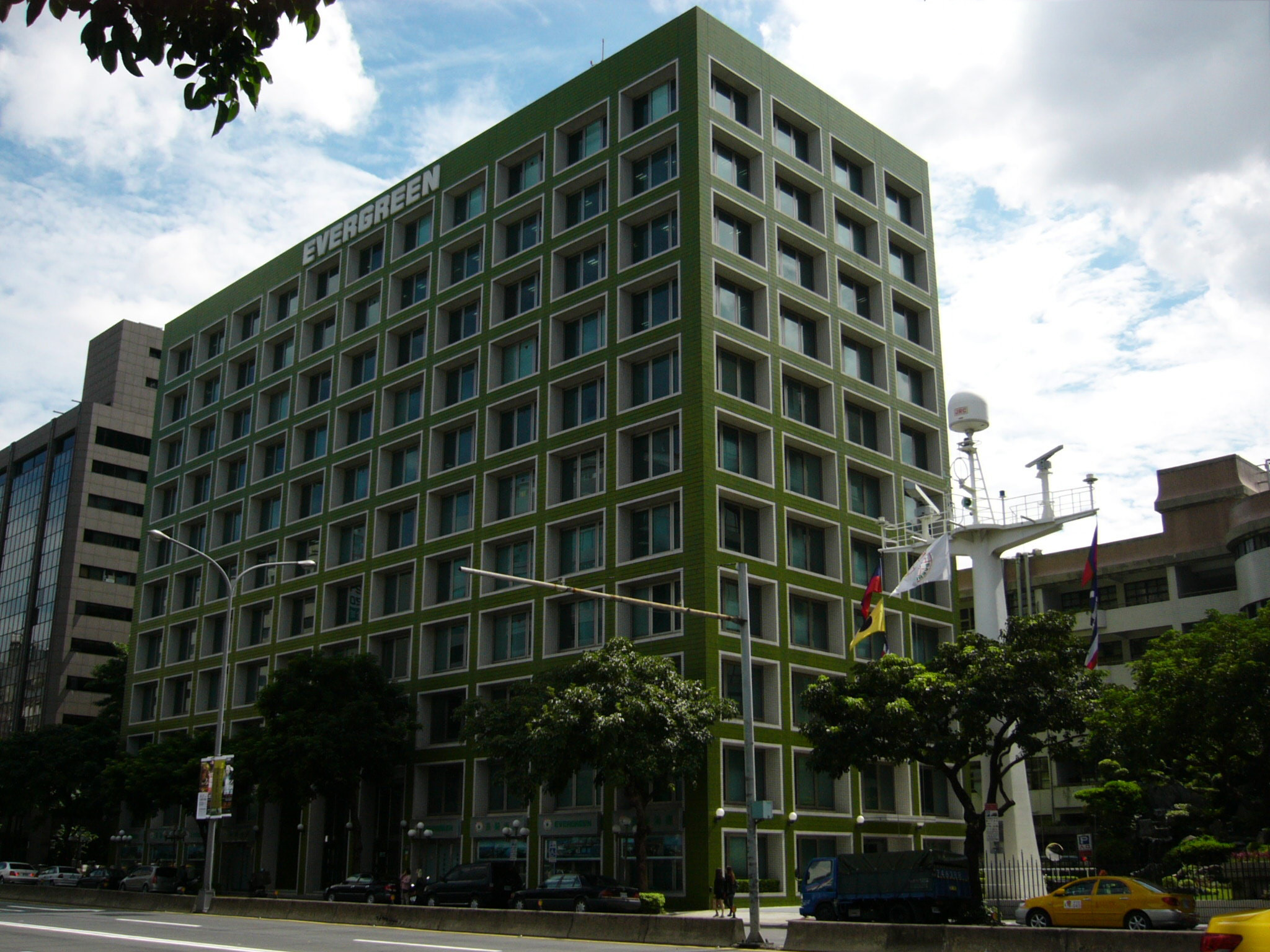
دائمة الخضرة البحرية بناء على Sec.2، مينشنغ الشرق الطريق، مدينة تايبيه، تايوان.

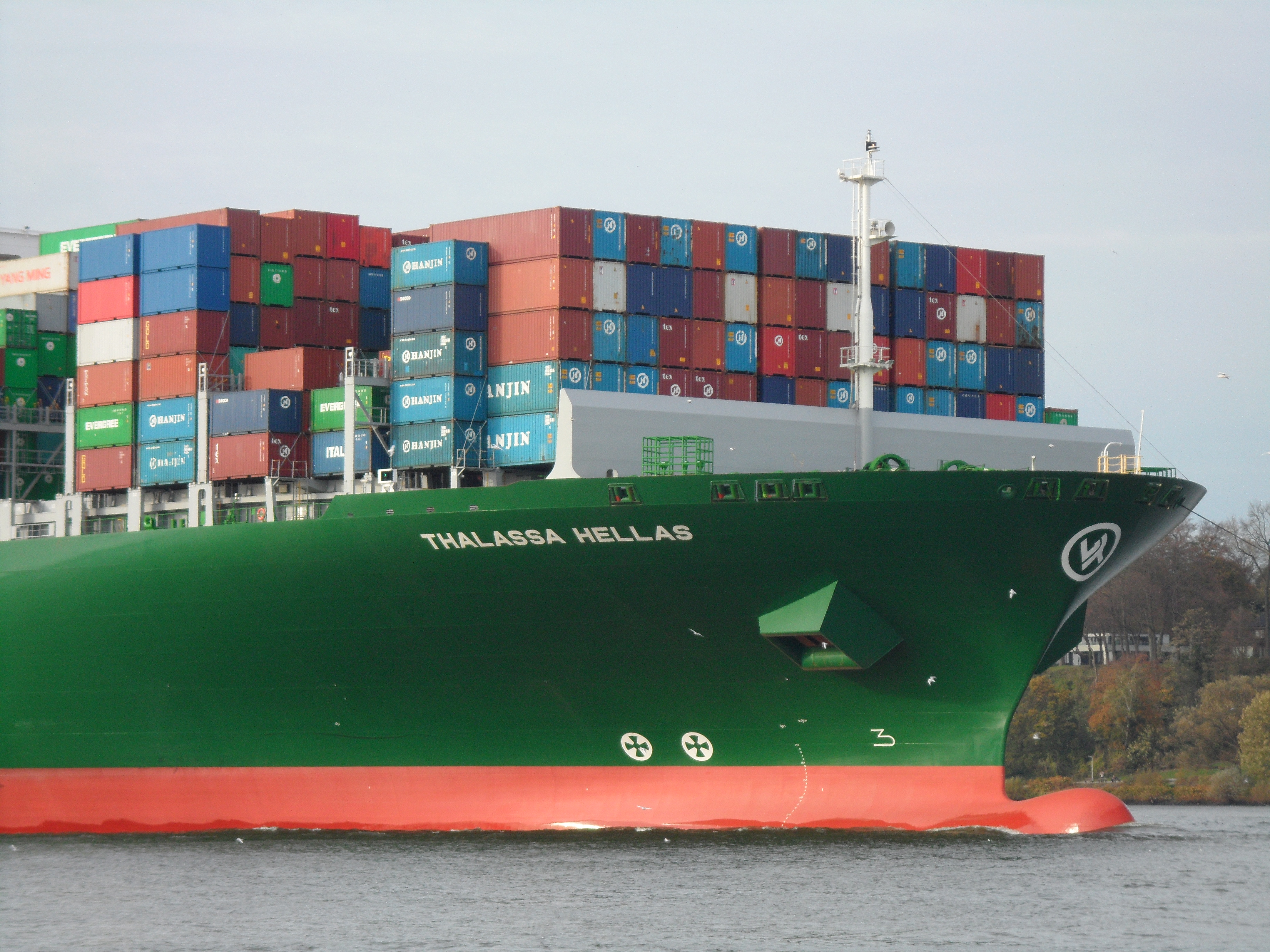
"ثالاسا هيلاس" في رحلتها الأولى

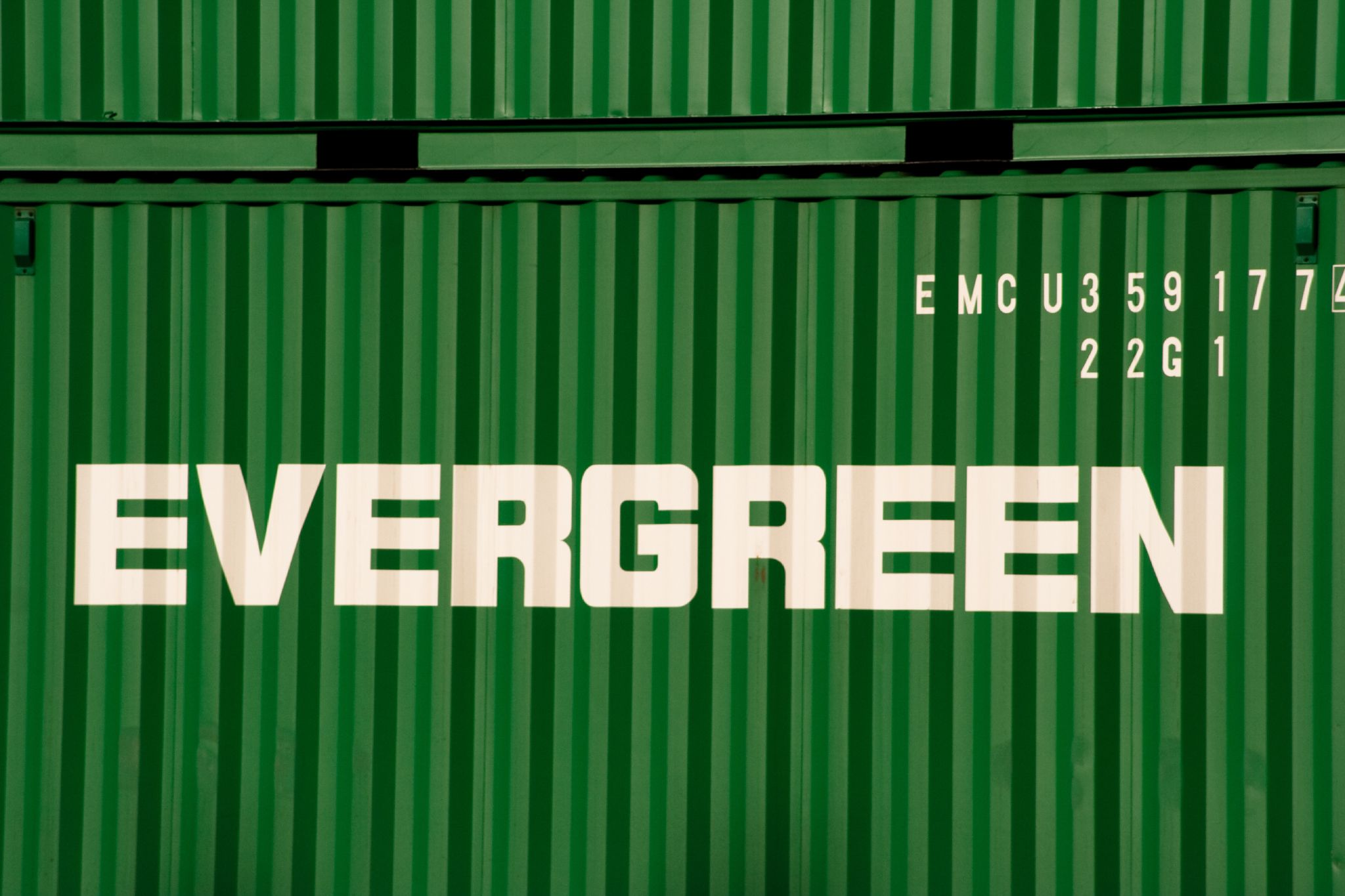
حاويات الخضرة في جميع أنحاء العالم العلامة التجارية الخضراء الخضرة.

## روابط خارجية
- دائمة الخضرة البحرية - الموقع الرسمي
- website 海運 —الموقع الرسمي (الماندرين)